# Ecclesiam a Jesu Christo
Ecclesiam a Jesu Christo bila je papinska bula koju je 13. rujna 1821. godine proglasio papa Pio VII.
U njoj se navodi da članovi slobodnog zidarstva moraju biti ekskomunicirani zbog prisegom obvezane tajnovitosti njihovog društva i zavjera protiv Katoličke Crkve i Papinske Države. Bula je također povezala slobodno zidarstvo s Karbonarima, protuklerikalnom revolucionarnom skupinom koja je djelovala u Italiji.
Iako su Karbonari nastojali prikazati svoju privrženost katoličkoj vjeri, prema biskupskim procjenama njihovi su pravi ciljevi bili promicanje religijske indifirentnosti, ukidanje institucionalne Crkve i potpunu slobodu vjeroispovjesti, oskvrnuće Isusa Krista kroz svoje ceremonije, ismijavanje i moguće zamjenjivanje sakramenata Crkve, kao urota protiv papinskog primata. Bula je odredila ekskomunikaciju svih članova Karbonara, kao i svih koji su čuvali njihove tajne ili širili njihovu literaturu.